# Мина (имя)
Ми́на (копт. ⲙⲏⲛⲁ, греч. Μηνάς; схожие по значению — Миней, Минеон) — мужское имя египетского происхождения, русская народная форма — Минай. Данная форма, возможно образовалась под влиянием таких имен как Николай.
Также данное имя является вариантом женских имен: Вильгельмина, Минна и Миндль.

## Именины
Родившиеся в одну из приведённых ниже дат по Православному календарю могут быть названы в честь соответствующего святого:
- 5 января (18 января) — Память преподобного Мины Синайского (VI).
- 30 января (12 февраля) — Память мученика Мины (III).
- 17 февраля (3 марта) — 17 февраля (2 марта) в високосные годы —  Обретение (867-889) мощей мученика Мины Александрийского, Калликелада.
- 12 (25) апреля — Память преподобномученика Мины Палестинского (VII).
- 10 (23) июня — Память препподобномученика Мины (Шелаева) Рязанского, архимандрита, в Соборе Рязанских святых .
- 20 июня (3 июля) — Память святителя Мины, епископа Полоцкого (1116).
- 25 августа (7 сентября) — Память святителя Мины, патриарха Константинопольского (552).
- 22 октября (4 ноября) — Преставление преподобномученика Мины (Шелаева) Рязанского, архимандрита (1937).
- 11 (24) ноября — Память великомученика Мины Котуанского, Египетского (304).
- 10 (23) декабря — Память мученика Мины Александрийского, Калликелада (ок. 313).

## Известные носители
- Мина — святой Православной церкви, занимал Константинопольскую кафедру в 536—552 годах.

- Мина Александрийский (Калликелад — красноречивый) — христианский святой, мученик, пострадавший при императоре Максимине около 313 года.
- Мина Котуанский — христианский святой, великомученик.
- Мина Палестинский — преподобномученик, принял мученическую кончину во второй трети VII века от арабов, которые пронзили его стрелами.
- Мина Полоцкий — православный святой, святитель, епископ Полоцкий.
- Мина Синайский (VI век) — монах Синайского монастыря, почитается как святой в лике преподобных.
- Мина Флорентийский (ум. 250) — святой мученик флорентийский.

- Мина (Шелаев) (1882—1937) — архимандрит, рязанский епархиальный миссионер. Причислен к лику святых Русской православной церкви в 2000 году.
- Мина (Шустов) (ум. в 1911) — настоятель Никольского единоверческого монастыря в Москве, миссионер.

## Образование фамилий
От крестильного имени Мина (Минай) образуются фамилии Минин и Минаев. Их однофамильцами считаются Минайлов, Минаков, Минасов, Минач, Миначёв, Минашин, Минашкин, Минеев, Мининцев, Минкин, Минков, Минов, Миновалов, Минусин, Минчаков, Миньковский, Минягин, Минякин, Миняков, Миняшин.

## Имя в культуре
Имя не раз упоминается в русских пословицах, например: «Нашего Мины не проймёшь и в три дубины», «Всех мимо, а Мину в рыло».